# Bảo tàng ngoài trời sông Pilica

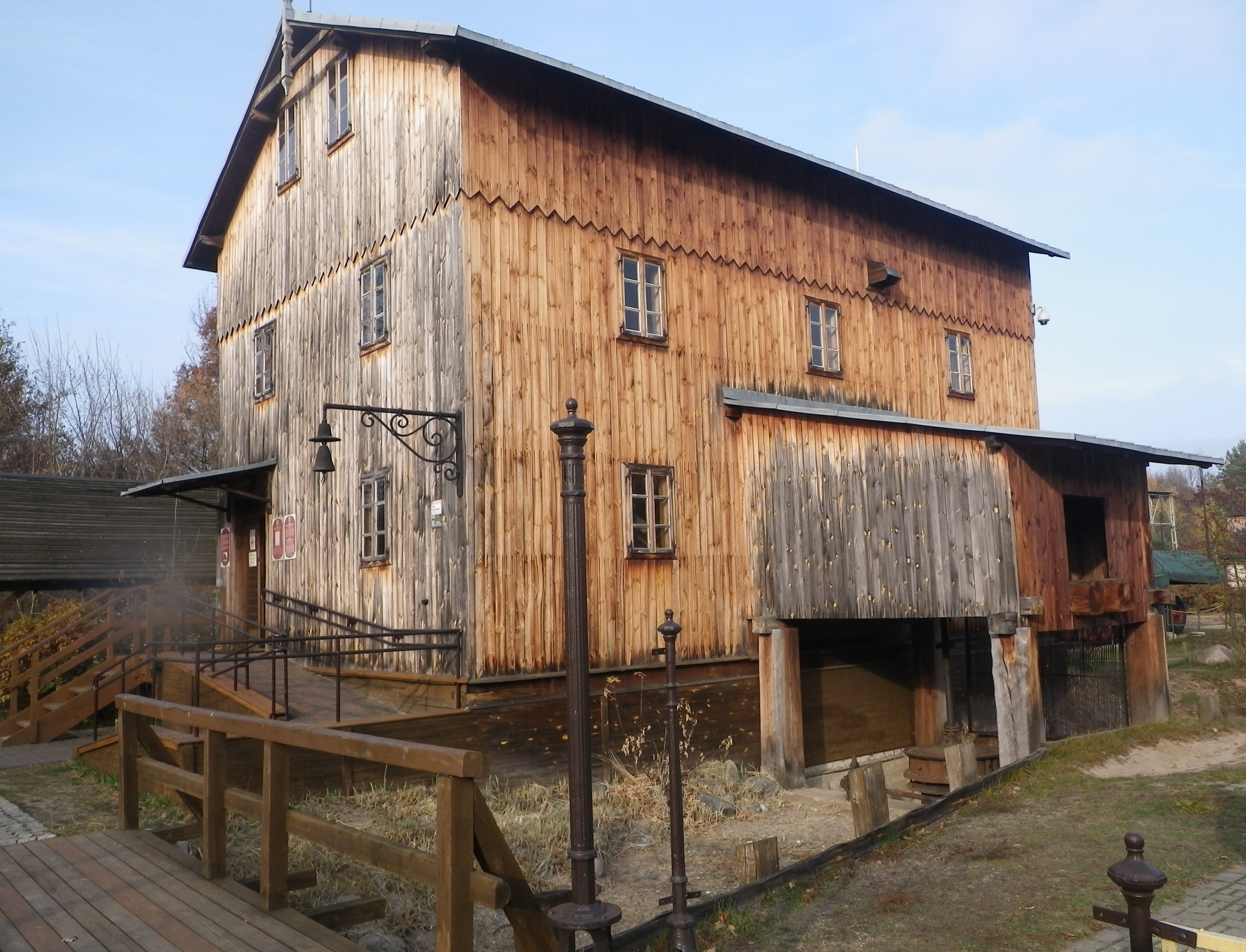
Nhà máy nước ở Pilica River Skansen

Bảo tàng ngoài trời sông Pilica là công viên di sản đầu tiên ở Ba Lan dành riêng cho một dòng sông. Nó nằm gần sông Pilica ở thị trấn Tomaszów Mazowiecki, Łódź Voivodeship. Nó được thành lập vào năm 2000. Nó nằm cạnh khu bảo tồn thiên nhiên Blue Springs.

## Lịch sử
Ý tưởng thành lập một bảo tàng ngoài trời Pilica lần đầu tiên được đưa ra cách đây hơn 20 năm. Người đứng sau việc thành lập bảo tàng là giám đốc hiện tại của nó, Andrzej Kobalchot. Ông từng là biên tập viên chính của tạp chí xuất bản hàng tháng "Hướng dẫn văn hóa Piotrkow" ("Thông tin viên văn hóa Piotrkowski") đã xuất bản các tài liệu về khu vực này của đất nước. Chẳng mấy chốc, đội ngũ biên tập của tạp chí bắt đầu tỏ ra thích thú với dòng sông Pilica và không gian văn hóa kết nối với nó. Điều này dẫn đến việc thành lập "Hiệp hội những người bạn của Pilica" ("Stowarzyszenie Przyjaciół Pilicy") vào năm 1997. Mục đích chính của hiệp hội là bảo vệ môi trường tự nhiên của dòng sông và truyền bá kiến thức về khu vực này. Hiệp hội đã đóng một vai trò trong việc hình thành bảo tàng ngoài trời một vài năm sau đó.
Trong những năm vừa qua, các cuộc triển lãm liên quan đến sông Pilica đã được thu thập, với ý định thành lập bảo tàng. Điều này bao gồm việc khai thác các phương tiện Đức còn sót lại từ Thế chiến II.

## Bảo tàng ngày nay
Triển lãm lớn nhất hiện nay là "Phay bột nước trong lưu vực sông Pilica" ("Młynarstwo wodne w dorzeczu Pilicy"). Yếu tố quan trọng nhất của nó là một cối xay nước bằng gỗ. Nội thất của công trình xây dựng một triển lãm về truyền thống xay xát nước trong khu vực. Bên cạnh nhà máy, còn có một phòng trưng bày với hơn 30 cối xay. Đây là bộ sưu tập lớn nhất về cối xây ở Ba Lan. 
Militaria từ khu vực kết nối với sông Pilica được tập hợp trong phần "Chiến tích của Pilica". Các cuộc triển lãm chủ yếu được tìm thấy ở dưới cùng của dòng sông, cũng như trong khu vực xung quanh. Triển lãm bao gồm một máy kéo pháo thuộc Luftwaffe. Nó đã bị chìm 54 năm dưới đáy sông Pilica.
Bảo tàng bao gồm các cuộc triển lãm từ thị trấn Spała gần đó, nằm trên sông Pilica. Có một tòa nhà nhỏ là một nhà vệ sinh Sa hoàng và cũng là yếu tố của cổng vào Spała. Sau đó, tất cả các vật phẩm từ Spała đã được tham gia bởi một nhà bảo vệ nằm bên cạnh dinh thự của Tổng thống tại Spała trong thời kỳ Cộng hòa Ba Lan thứ hai.
Bảo tàng, trục biểu tượng của dòng sông Pilica. Trong lãnh thổ của bảo tàng có một sà lan sắt hàng trăm năm tuổi, một chiếc thuyền kỹ sư bằng sắt, cũng như một chiếc thuyền kéo quân sự và một tháp pháo của nhân viên cứu hộ.
Ngoài ra còn có một tòa nhà phòng chờ đường sắt. Tòa nhà gỗ này được xây dựng vào năm 1896. Trong những năm qua, tòa nhà rơi vào cảnh hoang tàn vì nó không còn được sử dụng cho đường sắt. Chính quyền địa phương của Tomaszów Mazowiecki đã cố gắng cứu nó và vào năm 2006, theo quyết định của văn phòng bảo tồn tỉnh, tòa nhà đã được chuyển đến bảo tàng ngoài trời của sông Pilica và được xây dựng lại ở đó.
Triển lãm tạm thời được trình bày trong tòa nhà của một phòng ban ngày trước đây. Ngoài những triển lãm tạm thời này, các bộ sưu tập dành riêng cho chèo và đóng thuyền dân gian cũng được trình bày.
Các hoạt động của bảo tàng ngoài trời sông Pilica được Tổ chức du lịch Ba Lan công nhận vào năm 2005 khi bảo tàng được trao giải thưởng "sản phẩm du lịch Ba Lan tốt nhất trong năm". Năm 2009, bảo tàng đã được trao giải thưởng "Ngân hàng thân thiện".